# FIAT 900
Fiat 900 — це компактний фургон із заднім розташуванням двигуна, який Fiat представив у 1971 році як наступник Fiat 850 T і виготовлявся як 6-місний мікроавтобус (Familiare) і як фургон для доставки вантажів (Furgone). На той час це був найменший фургон у лінійці комерційних автомобілів Fiat, поступаючись Fiat 238.

## Опис

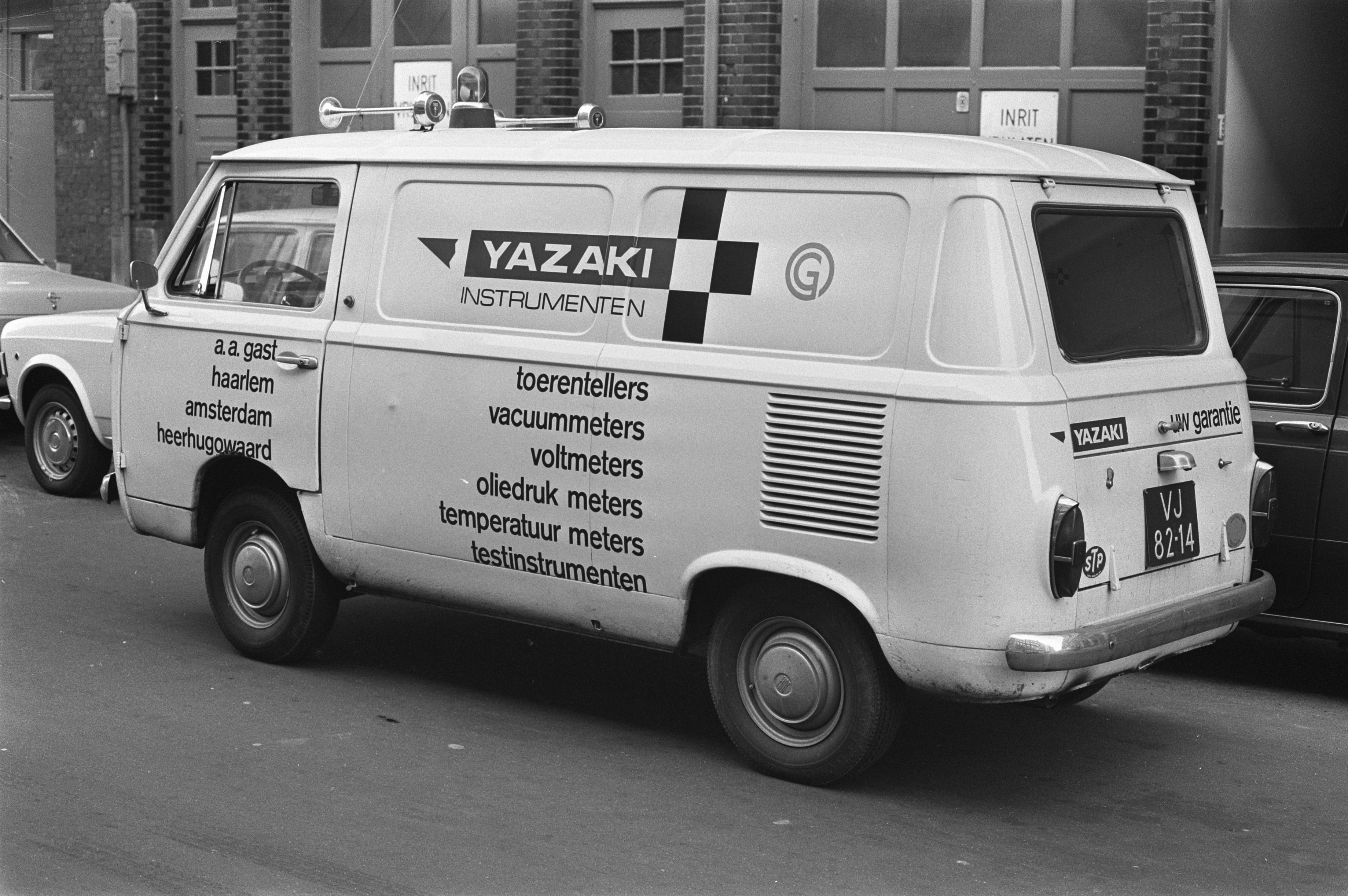

Fiat 900 є наступною моделлю Multipla, яка була розширеною версією Familiare Fiat 600. Fiat відкрив ринок невеликих фургонів у 1950-х роках і розробив 600 T, де T означає Trasporto («транспорт»). Fiat також пропонував 600 T як мікроавтобус, пропустивши серійний номер 700 T у 1960-х роках і розробивши 850 T. Ця розробка базувалася на Fiat 850 і прийняла його концепцію приводу із заднім розташуванням двигуна та заднім приводом. Fiat 900 мав самонесучий кузов.
У середині 1970-х Fiat представив двигун 903 куб. 900 T мав той самий двигун, який використовувався у Fiat 127: 4-циліндровий рядний двигун об’ємом 903 куб.см, але лише з 35 к.с. (26 кВт). Однак, як і у попередника, двигун встановлений ззаду. Крім того, це призводить до протилежного напрямку обертання двигуна (обертання проти годинникової стрілки до зчеплення) у порівнянні з переднім двигуном того самого двигуна, наприклад в 127, A112, Uno або в ранніх Fiat Panda (обертання за годинниковою стрілкою).
Вантажопідйомність єдиного панельного фургона становила 600 кг, а маса порожнього автомобіля — 910 кг. Місткість вантажного відсіку становила 2,65 м³, хоча був також варіант з вищим дахом і 3,0 м³. 460 мм висота вантажного простору була досить низькою для маленького фургона.
Всього було запропоновано 16 варіантів кузова: опціонально з високим дахом, відкидними і розсувними дверима, як універсал і як автобус класу люкс. Було навіть додаткове голе шасі без кузова. Найвідоміший варіант – це вантажівка з морозивом. Незвичайна конструкція кузова була виготовлена вручну в Нідерландах зі склопластику. Кілька з них все ще існують в Європі сьогодні.